# Roman Tołoczko
Roman Lubomyrowycz Tołoczko, ukr. Роман Любомирович Толочко, ros. Роман Любомирович Толочко, Roman Lubomirowicz Tołoczko (ur. 11 grudnia 1968 we Lwowie) – ukraiński piłkarz, grający na pozycji obrońcy, a wcześniej pomocnika i napastnika, trener piłkarski.

## Kariera piłkarska

### Kariera klubowa
Wychowanek SDJuSzOR Karpaty Lwów. Pierwszy trener Jurij Diaczuk-Stawycki. W 1986 rozpoczął karierę piłkarską w klubie Metalist Charków, ale występował tylko w drużynie rezerwowej. W 1988 został piłkarzem Prykarpattia Iwano-Frankowsk. W 1990 przeszedł najpierw do Hałyczyny Drohobycz, a w 1991 do lwowskich Karpat. W 1993 wyjechał zagranicę, gdzie bronił barw węgierskiego klubu Pécsi Munkás FC. W 1996 powrócił do Karpat. Występował również w drugiej i trzeciej drużynie Karpat oraz farm klubie FK Lwów. Latem 2002 opuścił Lwów i przeniósł się do Wołyni Łuck. Wiosenną część sezonu 2002/03 spędził w klubie Zakarpattia Użhorod, ale tylko raz wyszedł na boisko, dlatego latem przeszedł do zespołu Hazowyk-Skała Stryj, w którym zakończył karierę piłkarską w wieku 37 lat.

## Kariera trenerska
Po zakończeniu kariery piłkarskiej od sierpnia 2005 pomagał trenować drugą drużynę, a od czerwca 2006 do czerwca 2007 prowadził ją. Potem objął stanowisko głównego trenera drużyny rezerw Karpat Lwów. 30 kwietnia 2015 został mianowany na stanowisko głównego trenera Nywy Tarnopol, z którą pracował do września 2015.

## Sukcesy i odznaczenia

### Sukcesy klubowe
- brązowy medalista Mistrzostw Ukrainy: 1998
- finalista Pucharu Ukrainy: 1999

### Odznaczenia
- tytuł Mistrza Sportu Ukrainy